# 布萊克利鎮區 (明尼蘇達州斯科特縣)
布萊克利鎮區（英語：Blakeley Township）是位於美國明尼蘇達州斯科特縣的一個行政鎮區。

## 地方資料
布萊克利鎮區的面積為70.50平方千米，當中陸地面積為68.56平方千米，而水域面積為1.94平方千米。根據2020年美國人口普查的數據，當地共有人口408人，而人口密度為每平方千米5.79人。